# Cova do Caldeirão (Sé)
A Cova do Caldeirão (Sé) é uma gruta portuguesa localizada na freguesia de Sé, concelho de Angra do Heroísmo, ilha Terceira, arquipélago dos Açores.
Esta cavidade apresenta uma geomorfologia de origem vulcânica em forma de fenda em encosta. Apresenta uma profundidade de 100 m.